# 鈴木周也
鈴木 周也（すずき しゅうや、1971年（昭和46年）9月14日 - ）は、日本の政治家、実業家。茨城県行方市長（3期）。

## 経歴
茨城県行方郡玉造町（現：行方市玉造）出身。玉造町立玉川小学校、玉造町立玉造中学校、茨城県立鉾田第一高等学校卒業。
1994年（平成6年）、東京農業大学生物産業学部食品科学科卒業。同年4月、全国共済農業協同組合連合会茨城県本部に入会。その後、野菜などを加工する食品加工業を営む実業家となる。
2011年（平成23年）2月、全国共済農業協同組合連合会茨城県本部を退職。同年4月の行方市議会議員選挙に立候補し、初当選。
2013年（平成25年）9月8日に行われた行方市長選挙に無所属で立候補。公明党の推薦を受けた現職の伊藤孝一を破り、初当選を果たした。同年10月2日、市長就任。選挙の結果は以下のとおり。
※当日有権者数：30,967人 最終投票率：72.43%（前回比：pts）
| 候補者名 | 年齢 | 所属党派 | 新旧別 | 得票数   | 得票率 | 推薦・支持     |
| -------- | ---- | -------- | ------ | -------- | ------ | -------------- |
| 鈴木周也 | 41   | 無所属   | 新     | 12,044票 | 54.17% |                |
| 伊藤孝一 | 63   | 無所属   | 現     | 10,191票 | 45.83% | （推薦）公明党 |

2017年（平成29年）9月10日に行われた市長選で、元玉造町議の山口律理を破り再選。
2021年（令和3年）9月6日に行われた市長選で、再び山口を破り3選。

## 人物
趣味は読書、スキー、金魚すくい、スポーツ観戦。また、柔道5段（黒帯）を所持しており、茨城県柔道連盟鹿行支部副理事長、行方市体協理事長、行方市スポーツ推進委員会副会長を務めている。